# کالینووکا کرولوسکا
کالینووکا کرولوسکا (به لهستانی:  Kalinówka Królewska) یک روستا در لهستان است که در گمینا یاشونووکا واقع شده‌است.